# Kristina Hultdin
Kristina Hultdin (Borlänge, 21 ottobre 1981) è un'allenatrice di sci alpino ed ex sciatrice alpina svedese.
È sorella di Malin, a sua volta sciatrice alpina di alto livello.

## Biografia

### Carriera sciistica
Slalomista pura originaria di Östersund e attiva in gare FIS dal dicembre del 1996, la Hultdin esordì in Coppa Europa il 28 febbraio 1999 a Kiruna (43ª) e in Coppa del Mondo l'8 marzo 2003 a Åre, senza completare la prova. Il 10 marzo 2006 ottenne a Levi il miglior piazzamento in Coppa del Mondo (24ª) e il 14 marzo successivo l'unica vittoria in Coppa Europa, nonché unico podio, ad Altenmarkt-Zauchensee.
Si ritirò durante la stagione 2007-2008: prese per l'ultima volta il via in Coppa del Mondo il 13 gennaio a Maribor e la sua ultima gara fu uno slalom speciale FIS disputato il 18 gennaio a Sälen; in entrambi i casi non completò la prova. In carriera non prese parte a rassegne olimpiche o iridate.

### Carriera da allenatrice
Dopo il ritiro è divenuta allenatrice nei quadri della Federazione sciistica della Svezia.

## Palmarès

### Coppa del Mondo
- Miglior piazzamento in classifica generale: 124ª nel 2006

### Coppa Europa
- Miglior piazzamento in classifica generale: 46ª nel 2006
- 1 podio:
  - 1 vittoria

#### Coppa Europa - vittorie
| Data          | Località              | Paese   | Specialità |
| ------------- | --------------------- | ------- | ---------- |
| 14 marzo 2006 | Altenmarkt-Zauchensee | Austria | SL         |

Legenda:

SL = slalom speciale